# Lorraine Stubs
Constance Lorraine Stubs (Toronto, 9 de junio de 1950) es una jinete canadiense que compitió en la modalidad de doma. Ganó tres medallas en los Juegos Panamericanos, en los años 1975 y 1991.

## Palmarés internacional
| Juegos Panamericanos | Juegos Panamericanos      | Juegos Panamericanos | Juegos Panamericanos |
| Año                  | Lugar                     | Medalla              | Categoría            |
| -------------------- | ------------------------- | -------------------- | -------------------- |
| 1975                 | Ciudad de México (México) | Medalla de plata     | Por equipos          |
| 1991                 | La Habana (Cuba)          | Medalla de oro       | Individual           |
| 1991                 | La Habana (Cuba)          | Medalla de oro       | Por equipos          |